# Kazachstania gamospora
Kazachstania gamospora är en svampart som beskrevs av Imanishi, Ueda-Nishim. & Mikata 2007. Kazachstania gamospora ingår i släktet Kazachstania och familjen Saccharomycetaceae.   Inga underarter finns listade i Catalogue of Life.